# Berthold Landauer
Berthold Landauer (* vor 1396; † 1430/1432) war der Name eines Malers, der um 1400 in Nürnberg urkundlich belegbar tätig war. Er wurde auch als Meister Berthold oder Berchtold Landauer genannt. Erstmals wird er 1396 in städtischen Steuerlisten aufgeführt und in diesem Jahr als Bürger der Stadt aufgenommen. Mehrmals taucht dann  sein Name in unterschiedlicher Form in den Büchern der Stadt auf, manchmal mit Berufsbezeichnung Maler. So ist z. B. sein Wehrdienst verzeichnet. 
Es wurde mehrfach vorgeschlagen, in Berthold Landauer den Maler des Imhoff-Altars und des Deichsler-Altars zu sehen, da der oder die Nürnberger Maler dieser Werke namentlich nicht bekannt sind. Diese Werkzuordnung ist jedoch umstritten. 
Auch der Versuch, in Berthold Landauer und seinen Nachfahren Begründer einer „Nürnberger Malerdynastie“ zu sehen, ist inzwischen wohl veraltet und überholt.